# کیلیملی
کیلیملی (به ترکی استانبولی: Kilimli) شهری است در کشور ترکیه که در استان زنگولداغ واقع شده‌است. جمعیت این شهر بر اساس سرشماری سال ۲۰۰۸ میلادی ۲۴٬۱۴۱ نفر و بر اساس برآوردهای سال ۲۰۰۹ میلادی ۲۴٬۰۰۷ نفر می‌باشد.